# Andrzej Gargaś
Andrzej Gargaś (ur. 10 czerwca 1957 w Rzeszowie) – polski polityk, działacz związkowy, poseł na Sejm III kadencji.

## Życiorys
Ukończył w 1981 studia na Wydziale Prawa i Administracji Uniwersytetu Marii Curie-Skłodowskiej w Lublinie (filii w Rzeszowie). Od lat 80. pozostaje zatrudniony w Hucie Stalowa Wola, dochodząc do stanowiska głównego specjalisty. W latach 1991–1997 kierował NSZZ „S” w tym zakładzie, zasiadał też w prezydium zarządu regionu Ziemia Sandomierska związku. W latach 90. zakładał spółdzielczą kasę oszczędnościowo-kredytową w Hucie, pełnił w niej funkcję członka zarządu.
Sprawował mandat posła III kadencji, wybranego z listy Akcji Wyborczej Solidarność w okręgu tarnobrzeskim. W 2001 bez powodzenia ubiegał się o reelekcję. Należał do Ruchu Społecznego AWS.
W latach 2002–2006 był radnym powiatu stalowowolskiego, od 2006 do 2010 z ramienia Prawa i Sprawiedliwości zasiadał w radzie miejskiej Stalowej Woli. W 2014 i 2018 ponownie uzyskiwał mandat radnego powiatu.